# Symfys

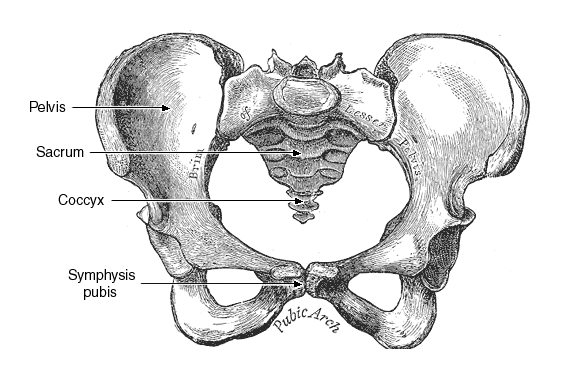
Blygdfogen i höftbenet. I facklitteratur kallas mittfogen i käkbenet ofta också symfys, fast den är helt förbenad

Symfys (grek. symfysis; sammanväxning, förening), är en anatomisk term, ursprungligen namn på alla föreningar mellan skelettets ben, men numera benämning endast på det slags benförening som är uppbyggd av brosk. mer allmänt kallas de synkondros (av kondros, brosk). En symfys medger en viss minimal rörlighet mellan benen, men är mycket stelare än leder. I människokroppen finns flera symfyser, till exempel mellan de flesta ryggkotorna, mellan de båda höftbenen i deras främre mittlinjer med flera. Den sistnämnda är den som oftast kallas symfys, (symphysis pubica), blygdfogen.